# Consolacion, Cebu
Consolacion (colloquially &#146;Lacion) là một đô thị hạng 2 ở tỉnh Cebu, Philippines. Theo điều tra dân số năm 2007, đô thị này có dân số 87.544 người.
Consolacion thuộc vùng đô thị không chính thức Metro Cebu.

## Các đơn vị dân cư
Consolacion được chia thành các đơn vị hành chính gồm 21 khu dân cư (khu phố) (barangay).
| - Cabangahan - Cansaga - Casili - Danglag - Garing - Jugan - Lamac - Lanipga - Nangka - Panas - Panoypoy | - Pitogo - Poblacion Occidental - Poblacion Oriental - Polog - Pulpogan - Sacsac - Tayud - Aliah - Tilhaong - Tolotolo - Tugbongan |